# Oriolus nigripennis
La oropéndola alinegra (Oriolus nigripennis) es una especie de ave paseriforme de la familia Oriolidae propia de África Occidental y Central.

## Distribución y hábitat
Se encuentra en Angola, Benín, Camerún, República Centroafricana, República del Congo, República Democrática del Congo, Costa de Marfil, Guinea Ecuatorial, Gabón, Ghana, Guinea, Guinea-Bissau, Liberia, Nigeria, Sierra Leona, Sudán del Sur, Togo y Uganda.
Sus hábitats naturales son los bosques bajos húmedos tropicales.